# جاندسون دوس سانتوس
جاندسون دوس سانتوس (بالبرتغالية: Jandson dos Santos‏)، لاعب كرة قدم برازيلي، .
لعب سابقاً لأندية نجران والقادسية و الخليج في السعودية .

## روابط خارجية
- جاندسون دوس سانتوس على موقع قاعدة بيانات كرة القدم.إي يو (الإنجليزية)
- جاندسون دوس سانتوس على موقع Soccerway.com (الإنجليزية)